# Норильський нікель
Гірничо-металургійна компанія «Норильський нікель» — російське акціонерне товариство, одна з найбільших у світі компаній з виробництва нікелю, міді, кобальту, металів платинової групи.

## Опис
Раніше основна частина сучасного «Норильського нікелю» була широко відома, як «Норильський гірничо-металургійний комбінат імені А. П. Завенягіна» або скорочено НГМК.
Компанія випускає бл. 20 % світового виробництва нікелю.
У 1999 р. компанія випустила продукції на 3 млрд. дол. США.
Понад 90 % продукції експортує.
У 1999 обсяг інвестицій перевищив 100 млн. дол. США.
У 2002 став лідером з видобутку золота серед російських золотодобувних підприємств. «Норильський нікель» (включаючи ЗАТ «Полюс»), добув понад 29 т золота.
«Норильський нікель» планує в найближчі 4-5 років збільшити виробництво золота до 100 т.

## Мінерально-сировинна база компанії
Мінерально-сировинна база компанії представлена запасами сульфідних мідно-нікелевих руд Норильська — Східний Сибір та північ Красноярського краю) і Кольського п-ова (Мурманська обл.). При цьому 80 % нікелю і 95 % міді зосереджено в рудах Норильська. Руди — багаті і бідні. Структурно складається з Норильської гірничої і Кольської гірничо-металургійної компаній.
«Норильський нікель» займає перше місце у світі з виробництва нікелю та паладію, є одним з найбільших виробників платини і міді. «Норильський нікель» «видобуває і супутні метали — золото, іридій, кобальт, родій, рутеній, срібло і хром. Компанія займається як розвідкою і видобутком корисних копалин, так і виробництвом кольорових і дорогоцінних металів.
Основні російські видобувні активи „Норнікеля“ розташовані за Полярним колом на Таймирському півострові, де розташовані унікальні сульфідні родовища Талнахського рудного вузла з високим вмістом в рудах нікелю, міді і платиноїдів. Другий за значимістю видобувний актив компанії в Росії міститься на Кольському півострові, де розробляються мідно-нікелеві родовища з вкрапленими рудами. За станом на 31 грудня 2006 доведені і ймовірні запаси компанії в РФ становили понад 6 млн тонн нікелю та понад 9 млн тонн міді, більша частина з яких припадає на Талнахські родовища. Руди на Таймирі також багаті дорогоцінними металами — доведені і ймовірні запаси платини в цьому районі перевищують 16 млн унцій, паладію — 63 млн унцій.
Крім того, „Норнікель“ володіє активами за кордоном — в Австралії, Ботсвані, ПАР та Фінляндії, які увійшли до складу ГМК в результаті покупки канадської LionOre Mining і нікелевого бізнесу американської OM Group.
Підприємства „Норильського нікелю“ в 2007 р. виробили 295,2 тис. т нікелю, 3,1 млн унцій паладію, 422,7 тис. т міді і 740 тис. унцій платини. Чистий прибуток компанії за міжнародними стандартами фінансової звітності (МСФЗ) за підсумками 2007 р. склала 5276 млрд дол, виручка — 17119 млрд дол.

## Історія компанії
Історія створення ВАТ ГМК „Норильський нікель“ розпочалася 23 червня 1935, Коли Рада народних комісарів СРСР прийняла постанову „Про будівництво Норильського комбінату на Таймирі“. Зведення комбінату здійснювалося в основному за рахунок ув'язнених Норильлагу, за його будівництво відповідав» Норильськстрой", який входив до структури НКВС. Першу продукцію Норильський комбінат випустив у березні 1939. На початку 50-х років підприємство забезпечувало потреби Радянського Союзу в нікелі на 35 %, міді — на 12 %, кобальті — на 30 %, а платіноїдів — на 90 %. Але до кінця десятиліття основні запаси багатих руд Норильських родовищ були практично відпрацьовані. Нова епоха в розвитку комбінату почалася з відкриттям поблизу Норильську на початку 60-х років унікальних за запасами родовищ — Талнахського і Октябрьського, які досі залишаються основними активами «Норнікеля».
Незадовго до остаточного розпаду Радянського Союзу, у листопаді 1989, Рада міністрів СРСР ухвалила рішення об'єднати гірничо-металургійні підприємства на Таймирі з нікелевим активами на Кольському півострові — «Печенганікелем» та «Северонікелем». На їхній основі був створений державний концерн з виробництва дорогоцінних і кольорових металів під назвою «Норильський нікель».
У 1993 указом президента Росії Бориса Єльцина госконцерн був перетворений в акціонерне товариство РАО «Норильський нікель». Наступного року була здійснена його часткова приватизація — контрольний пакет (38 % від статутного капіталу або 51 % голосуючих акцій) залишився у держави, інші акції були передані трудовому колективу і виставлені на чекові аукціони. Однак уже в листопаді 1995 контрольний пакет РАО «Норнікель» був виставлений на заставний аукціон, за підсумками якого був переданий як застава ОНЕКСІМ Банку (належав В. Потаніну і М. Прохорову), за активи державі було сплачено 170,1 млн дол. Ця ціна була всього на 100 тис. дол. вище стартової, визначеної в розмірі 170 млн дол.
Двома роками пізніше, в серпні 1997 закладений контрольний пакет акцій «Норнікеля» був виставлений на продаж. Переможцем торгів стало ЗАТ «СВІФТ», що представляло інтереси ОНЕКСІМ Банку. Переможець заплатив державі за 38 % акцій РАО (51 % голосуючих) понад 270 млн дол і взяв на себе низку зобов'язань, а саме інвестувати 300 млн дол в освоєння Пеляткінського газоконденсатного родовища і 400 млрд неденомінованних рублів на утримання соціальної інфраструктури Норильського промислового району, а також погасити борги підприємств «Норнікеля» перед Пенсійним фондом.
Згодом політики неодноразово піднімали питання про необхідність переглянути підсумки приватизації «Норильського нікелю», цією проблемою займалися і правоохоронні органи. У 2000 році ситуація загострилася: московська прокуратура подала в столичний арбітраж позов про незаконність аукціону з продажу держпакету «Норнікеля», але суд не прийняв його до розгляду. Потім справою зайнялася Генеральна прокуратура РФ, яка запропонувала акціонерам компанії відшкодувати 140 млн дол завданих державі збитків в обмін на імунітет у цій справі, акціонери відмовилися. Була зроблена і закінчився невдачею спроба розглянути питання про реприватизацію «Норнікеля» в Держдумі.
У цьому ж році власники «Норильського нікелю» почали реструктуризацію компанії і перевели свої активи на ВАТ «Норильська гірська компанія», яка в лютому 2001 була перейменована в ВАТ «Гірничо-металургійна компанія Норильський нікель». За підсумками реструктуризації в 2001 році 96,9 % акцій РАТ «Норильський нікель» було обміняно на акції ВАТ «ГМК Норильський нікель». На 15 % акцій РАТ «Норильський нікель» були випущені американські депозитарні розписки (ADR) 1-го рівня, які в процесі реструктуризації були автоматично перереєстровані на акції ГМК.
Бізнес «Норильського нікелю» в самому кінці 90-х — початку 2000-х активно розвивався завдяки сприятливій світової кон'юнктурі, але в 2001 почалося зниження цін на нікель та аналітики тоді передрікали подальший спад ринку, говорячи про циклічні зміни вартості металів. З метою диверсифікації бізнесу в жовтні 2002 «Норильський нікель» придбав найбільшого в Росії виробника золота — ЗАТ «Полюс», а потім ще ряд золотодобувних активів. Однак ціни на основну продукцію компанії, всупереч численним прогнозам, не тільки не впали, але протягом кількох років зростали небаченими темпами — в середині 2007 вартість тонни нікелю в Лондоні перевищувала 50 тис. дол за тонну проти 5 тис. дол в 1998.
У 2005 «Норнікель» ухвалив рішення про виділення золотодобувної бізнесу, всі ці активи були об'єднані, і на їхній основі на початку 2006 була створена нова компанія — ВАТ «Полюс Золото», акції якої були виведені на фондову біржу.
Пізніше «Норильський нікель» почав придбання профільних активів за кордоном. До березня 2007 компанія завершила операцію з купівлі нікелевого бізнесу американської OM Group. У число активів, які придбав «Норнікель», увійшли завод з рафінування нікелю у Фінляндії, підрозділ з видобутку і вилуговування нікелевих руд Cawse в Західній Австралії, 20 % акцій MPI Nickel Pty. Ltd. (MPI, компанія, яка розробляє австралійські нікелеві рудники Black Swan і Silver Swan і займається реалізацією проекту Honeymoon Well). Сума угоди склала 408 млн дол без урахування заборгованості. Згодом підприємство у Фінляндії було перейменовано в Norilsk Nickel Harjavalta, а в Австралії — у Norilsk Nickel Cawse.
У тому ж 2007 «Норнікель» придбав і дорожчий актив — американську LionOre Mining International Ltd., яка обійшлася російської компанії в 6,4 млрд дол. За купівлю LionOre «Норильський нікель» конкурував зі швейцарською Xstrata Plc. Підприємства LionOre з виробництва нікелю розташовані в Австралії, Ботсвані і ПАР. Крім нікелю, компанія виробляє золото, мідь, кобальт і метали платинової групи. «Дочка» LionOre — Tati Nickel (Ботсвана), Nkomati (ПАР), Waterloo, Lake Johnston і Black Swan (Австралія) — увійшли до складу «Норнікеля» з 1 липня 2007.
2007-й став найбагатшим на придбання роком для «Норнікеля». Крім придбання OM Group і LionOre «Норильський нікель» вирішив взяти участь у реформуванні РАТ «ЄЕС Росії» і купив контрольний пакет акцій «Третьої гуртово-генеруючої компанії» (ОГК-3). У березні 2007 «Норнікель» заплатив за додемісію ОГК-3 (37,9 % акцій) 81,7 млрд руб. (3,1 млрд дол), а потім викупив у РАТ ЄЕС його частку в ОГК-3 за 23,8 млрд руб.
Практично відразу «Норнікель» передбачав на базі своїх енергетичних активів створити окрему компанію з робочою назвою «ЕнергоПолюс». Їй передбачалося передати акції п'яти генкомпаній, у тому числі 65,15 % акцій ОГК-3; 1,72 % акцій ОГК-5, 7,37 % акцій ТГК-1; 1,63 % акцій ТГК-5, 27,69 % акцій ТГК-14, а також ряд інших пакетів акцій. «Норнікель» оцінював активи «ЕнергоПолюса» в 6-7 млрд дол. Однак виділенню енергоактивів, яке планувалося провести за аналогією з виділенням активів «Полюс золота», завадив конфлікт основних акціонерів компанії.
У січні 2007 співвласники «Норнікеля» В. Потанін і М. Прохоров, спільно володіли контрольним пакетом компанії, оголосили про розділ своїх активів. Після тривалих, більше року, обговорень розбіжностей М. Прохоров у квітні 2008 продав 25 %+1 акцію «Норильського нікелю» компанії «Російський алюміній» («Русал»), контрольованої бізнесменом Олегом Дерипаскою. В обмін група «ОНЕКСІМ» (представляє інтереси М. Прохорова) отримала 14 % акцій «Русала» та грошові кошти (за неофіційною інформацією 5-7 млрд дол.).
Після цієї угоди конфлікт акціонерів «Норнікеля» перейшов у нову площину. «Русал» розглядав різні можливості для свого об'єднання з «Норнікелем». Однак найбільший акціонер компанії В. Потанін (володіє близько 30 % акцій «Норнікеля») розцінює такий крок як недружнє поглинання. Спільно з іншими бізнесменом, власником холдингу «Металоінвест» Алішером Усмановим він запропонував альтернативний план зі створення в протягом 5 років міжнародної гірничо-металургійної компанії на основі своїх активів, але за можливої участі «Русала». На зборах акціонерів влітку 2008 В. Потаніну вдалося отримати контроль над радою директорів «Норнікеля», яку він сам і очолив, а згодом і над виконавчими органами ГМК. Генеральним директором «Норильського нікелю» спочатку став представник «Інтеррос» Сергій Батехін, а потім його замінив колишній глава Ростурізма Володимир Стржалковский. «Русал» виступав проти цих призначень.
25 листопада 2008 В. Потанін і О. Дерипаска заявили, що їм вдалося подолати розбіжності з ключових питань подальшого розвитку їхнього спільного активу. В рамках досягнутих домовленостей В. Потанін отримав гарантії, що протягом трьох років «Норнікель» і «Русал» не будуть вести переговори про об'єднання, а також карт-бланш на подальший викуп з ринку акцій ГМК і можливе співробітництво з «Металоінвестом» А. Усманова. У свою чергу О. Дерипаска домігся того, щоб його представники отримали доступ до оперативного управління «Норнікелем».
26 грудня 2008 була обрана нова рада директорів ГМК «Норінкель», склад якої було розширено з 9 до 13 чоловік. Як і очікувалося, до ради увійшли по чотири представники від «Русала» і «Інтеррос», три незалежних директора, гендиректор «Норнікеля» Володимир Стржалковський, а також представник держави. «Русал» в оновленій раді представляє троє директорів компанії Олександр Булигін, Владислав Соловйов, Максим Соков, і адвокат Дмитро Афанасьєв. Від «Інтеррос» до ради директорів увійшли віце-президент і голова ради директорів «Інтеррос» Андрій Клішас, і ще три директора: Андрій Бугров, Сергій Батехін та Александер Польовий.
Як незалежні в раду директорів ГМК увійшли керівник інвестиційного підрозділу Barclays Capital Джон Голден, гендиректор виробника платини Lonmin PLC Бредфорд Мілло, а також голова ради директорів холдингу «Металоінвест» Фархад Моширі. Державним представником у компанії, висунутим ВЕБом, став колишній голова кремлівської адміністрації А. Волошин, який і був обраний головою ради директорів.
Ні О. Дерипаска, ні М. Потанін, ні М. Прохоров в раду не увійшли. Але якщо перші двоє були до цього готові, то М. Прохоров висловив різке невдоволення підсумками позачергових зборів акціонерів.

## Структура компанії
До структури холдингу також входять
- АТ «Норильський комбінат»,
- АТ «Комбінат Сєвєронікель»,
- ВАТ «Печенганікель»,
- АТ «Оленегорський механічний завод»,
- АТ «Інститут Гіпронікель».

### НГМК
Норильський гірничо металургійний комбінат (зараз — АТ «Норильський комбінат») включає підприємства з видобутку й переробки мідно-нікелевих руд на півночі Красноярського краю, РФ. Сировинна база НГМК включає 35,8 % світових запасів нікелю, 14,5 % кобальту, 9,7 % міді, 40 % металів платинової групи. При цьому вміст корисних компонентів у руді один з найбільших у світі.
На початку XXI ст. мав п'ять шахт, один кар'єр. Глибина залягання рудних тіл 150—1500 м.

## Флот
Комбінат замовив собі 5 контейнерних суден-криголамів проекту Aker ACS 650, який був розроблений спеціально для нього. Одне з суден називається Norilskiy Nickel.